# Calle de los Héroes de Alcántara
La calle de los Héroes de Alcántara es una vía urbana de la ciudad española de Valladolid.

## Nombres
A lo largo de su historia la calle recibió los nombres de «calle de La Tumba», «calle de Isabel II» y «calle de Santander». El 30 de septiembre de 1936, en el transcurso la guerra civil española, la comisión gestora del municipio, bastión del bando sublevado, decidió modificar el nombre de Santander por el «calle de los Héroes del Alcázar de Toledo», en memoria de las fuerzas rebeldes sitiadas en el Alcázar de Toledo durante el cerco a este efectuado por las fuerzas del bando republicano, que fue roto el 27 de septiembre de 1936. En mayo de 2014, con motivo del cumplimiento de la Ley de Memoria Histórica, se decidió modificar la denominación de la calle por la de «Héroes de Alcántara», en memoria del Regimiento Alcántara, unidad militar diezmada en el desastre de Annual de 1921.

## Características
Sita en el distrito 1 de la ciudad, la calle comienza en su intersección con la calle de Santiago, discurriendo con un sentido E-O hasta su final, en la intersección con la calle de María de Molina. La iglesia de Santiago ofrece una fachada a la calle.
El tramo final entre la calle de Zúñiga y la calle de María de Molina fue abierto como parte del proyecto de ampliación de la vía formada por la calle de la Constitución y la calle de Santander finalizado en 1885. Conforma junto con otras calles del entorno, como la de Santiago y la de María de Molina, una zona comercial con gran número de pequeños establecimientos.